# Île au Phoque
Pour les articles homonymes, voir Île aux Phoques.
L'île au Phoque (anglais : Seal Island), aussi connu sous le nom d'île Seal, est une petite île du Canada située dans l'océan Atlantique, à l'ouest-sud-ouest de Nouvelle-Écosse dont elle constitue le point le plus méridional. Habitée par quelques familles de pêcheurs, elle est incluse dans la municipalité d'Argyle, une des trois municipalités du comté de Yarmouth. L'île est célèbre pour avoir été le théâtre de nombreux naufrages à cause de ses hautes marées, de ses courants, de son brouillard et de l'importance de ses récifs. Elle a aussi abrité jusqu'en 1990 le plus vieux phare en bois du Canada.
Depuis 1990, l'île n'est plus habitée de manière permanente mais continue d'être fréquentée de manière saisonnière par des pêcheurs, des observateurs d'oiseaux et d'anciens habitants qui y possèdent encore des résidences secondaires.

## Géographie

### Localisation
L'île Phoque est baignée par le golfe du Maine, dans l'océan Atlantique, à l'extrême sud-ouest de la province canadienne de Nouvelle-Écosse, à environ 22 kilomètres de l'île Cape Sable. Elle fait partie d'un groupe de cinq îles méridionales qui s'étend vers le nord sur environ douze kilomètres.

### Topographie
L'île, allongée dans l'axe nord-sud, a une longueur d'environ 3,7 kilomètres pour une largeur de 0,8 kilomètre, soit une superficie totale d'environ 3 km2. Le centre de l'île est constitué d'un isthme sablonneux avec un étang sur sa partie occidentale tandis que les moitiés nord et sud de l'île sont boisées et culminent à environ quinze mètres d'altitude.
Sur la côte ouest, à Crowell Cove, une digue de 73 mètres de long et de 3 mètres de profondeur protège l'île des vagues de l'océan.

### Peuplement
Depuis 1823, des familles de pêcheurs ont vécu de manière permanente sur l'île jusqu'en 1990. À cette date, l'abandon du phare pour des raisons de sécurité a été à l'origine du déclin de l'île qui n'est plus habitée que de manière temporaire en saison estivale.
Il existe deux petits villages sur l'île : West side et East side situés respectivement sur les côtes Ouest et Est. Ils sont constitués de maisons de pêcheurs et de résidences secondaires et partagent une poste, une église, une fabrique de conserve et une ligne téléphonique vers la terre ferme.
Le village de West side est utilisé de manière saisonnière par des pêcheurs et des observateurs d'oiseaux qui logent dans une cuisine de chantier au-dessus du quai du gouvernement. De nouvelles maisons et cabanes de pêcheurs s'y sont construites récemment. East side est désormais un village fantôme. Il a perdu son quai après une tempête il y a quelques années mais continue d'abriter une église qui dessert des offices saisonniers l'été. C'est aussi là qu'un phare automatique continue d'assurer la mission de l'ancien phare mais sans aucun gardien.

## Histoire

### L'île des naufrages
L'île, située sur la route maritime entre Halifax et Boston, a été le théâtre de nombreux naufrages, notamment de paquebots transatlantiques au XIXe siècle. L'étroitesse des chenaux, la force des courants, l'importance des marées (parmi les plus hautes au monde), la présence fréquente de brouillard et le nombre de récifs ont conduit de nombreux navires à s'échouer sur l'île ou ses récifs et hauts-fonds environnants. Pas moins de 180 naufrages y sont documentés tandis que le nombre probable dépasse les 300.

### Le premier peuplement
Au début du XIXe siècle, de nombreux habitants de Yarmouth et de Barrington viennent sur l'île afin d'enterrer les morts. C'est pour cette raison que deux familles de pêcheurs originaires de Barrington, les Hitchens et les Crowells, s'y installent en 1823 afin de secourir les échoués. Nombreux sont ceux en effet qui, bien qu'ayant eu la chance de survivre à leur naufrage, sont morts de froid, de faim et de manque d'eau sur l'île inhabitée. Roberty Hitchens lui-même s'était échoué au cap Sable en 1817 tandis que son épouse, Mary Crowell, était très sensible aux nombreuses histoires de naufrages que lui racontait son père, un prêtre de Barrington.

### La construction du phare

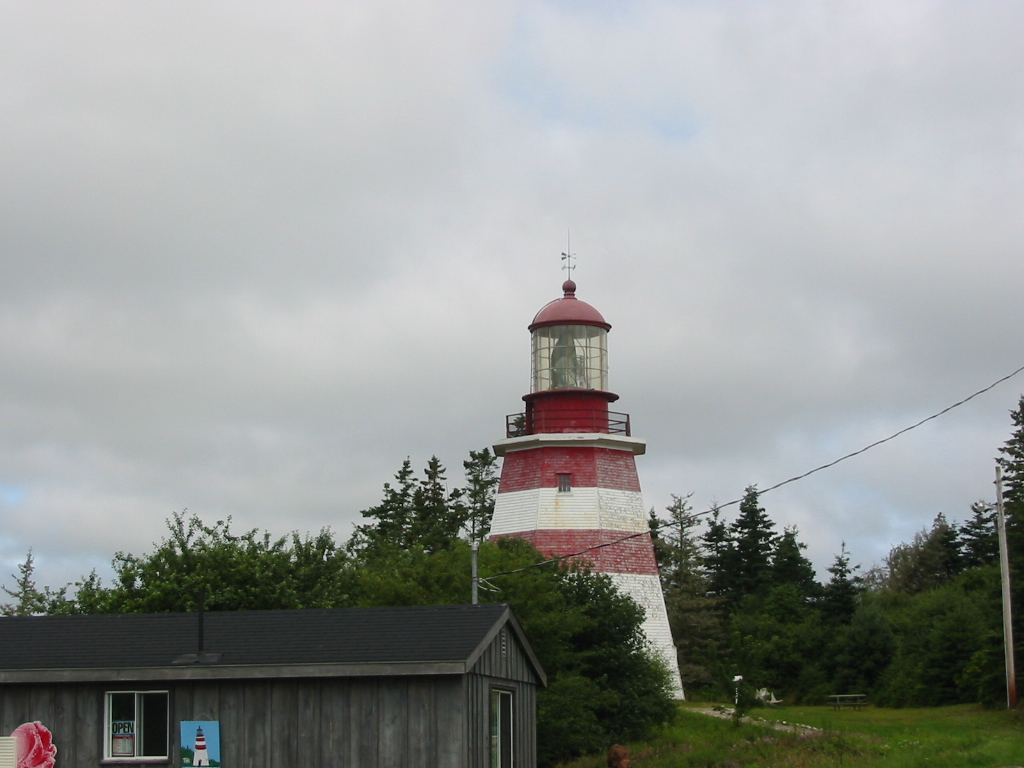
Réplique du phare de l'île au Phoque à Barrington

Aussitôt installés sur l'île, les deux familles en font une base pour la pêche et un abri pour les nombreux rescapés des navires échoués sur les récifs environnants. Robert Hitchens et Edmund Crowell demandent alors au gouvernement de la province des fonds pour la construction d'un quai et de deux bateaux afin de pouvoir secourir les rescapés. Le quai est construit en 1827 tandis que Mary Hitchens mène campagne pour qu'un phare soit construit. Cette même année, le gouverneur de la province, Sir James Kempt, en autorise la construction sur la côte sud de l'île. Les travaux commencent en 1830 et sont achevés l'année suivante et la lumière du phare inaugurée le 28 novembre 1831. Le même soir, une deuxième naissance accompagne celle du phare : la fille de Richard et Mary. C'est le début d'une longue tradition familiale de gardiens de phares.

### Le plus vieux phare en bois du Canada
Le phare, construit en bois, a une hauteur d'environ 14,30 mètres. Il est situé à 500 mètres du rivage sur la partie sud de l'île. Plus aucun marin ne périt des naufrages depuis que les deux familles s'y installèrent. Bien qu'encore fréquents au cours du XXe siècle, le nombre de naufrages diminua considérablement après sa construction.
En 1870, une corne de brume est installée près du phare puis déplacée en 1900 dans un nouveau bâtiment construit sur le rivage. Ce n'est qu'en 1973 qu'elle est remplacée par une corne électronique. Quant au phare, la lumière fixe installée à l'origine est remplacée en 1902 par une nouvelle lumière à lentille tournante fabriquée à Paris. Fonctionnant au départ à l'huile de phoque, elle est remplacée par une lampe à pétrole en 1892 puis électrifiée en 1959. La lentille en fer est elle aussi changée en 1978 par les garde-côtes à cause de sa détérioration et remplacée par une lanterne en aluminium.

### Le naufrage duColumbia

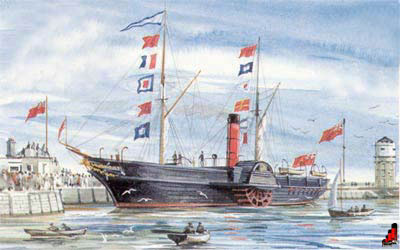
le RMS Columbia (1841), paquebot de la Cunard Line, fait naufrage sur l'île au Phoque le 2 juillet 1843. Grâce aux gardiens du phare, tous les passagers sont sains et saufs

L'un des plus célèbres naufrages qu'a connus l'île a eu lieu en 1843. Le 2 juillet 1843, la Cunard Line connaît son premier naufrage lorsque, par un épais brouillard, le RMS Columbia (1841), le navire le plus rapide du monde et détenteur du Ruban bleu depuis 1841, s'échoue sur le récif de Devil's limb à deux kilomètres à l'ouest de l'île. Tous les passagers (entre 85 et 90) et les membres d'équipage (73) sont sauvés par les gardiens du phare avant d'être rapatriés sur Halifax avec les bagages, la cargaison et les machines sauvés de l'épave.